# Rio Baronul
O Rio Baronul é um rio da Romênia afluente do Danúbio, localizado no distrito de Caraş-Severin.